# Кутилин, Владимир Александрович
Владимир Александрович Кутилин (11 мая 1931 года, Кострома, РСФСР, СССР — 8 ноября 2021 года, Кострома, Россия) — советский и российский художник, народный художник Российской Федерации (2011).

## Биография
Родился 11 мая 1931 года в Костроме в семье художников, отец, Александр Николаевич, оформитель-иллюстратор, карикатурист, работал в редакции газеты «Северная правда», был членом КО АХР.
Окончил Костромское художественное училище, сразу после которого учился и в 1959 году окончил Московский художественный институт имени В. И. Сурикова, где его педагогами были профессора П. Д. Покаржевский, В. П. Ефанов и К. М. Максимов.
После окончания института возвращается в Кострому и включается в активную творческую работу.
Преподавал в Костромском художественном училище.
С 1962 года — член Союза художников СССР.
Владимир Александрович Кутилин умер 9 ноября 2021 года.

## Творческая деятельность
Большинство его работ о Костроме и костромичах.

- У меня такое впечатление, что Кострому надо обнести забором. И пускать туда по билетам. Это ведь даже не Суздаль, это град сказочный.
- Чёрный квадрат Малевича по воздействию на души человеческие никогда не сравнится с пейзажами Левитана

В 1954 году он создает свою первую жанровую композицию «Москва!». Его дипломная работа «В Москве» на защите получает высокую оценку и экспонируется на VII Всесоюзной выставке дипломных работ студентов художественных вузов СССР выпуска 1959 года.
Поклонник классической школы живописи, решительно не признавал модное и новое — абстрактное искусство, говорил, что оно мертвое.
Иллюстрировал книги, по заданию редакции газеты «Северная правда» делал зарисовки для корреспонденций.
Автор таких произведений, как «Смена» (1967), «Жажда» (1964), «П. А. Малинина. Дважды Герой Социалистического Труда» (1977), его перу принадлежит картина «У своего порога» (1979), сделавшую его имя известным на весь Союз.
Его полотна хранятся в Третьяковской галерее, Ярославском художественном музее, Костромском областном музее изобразительных искусств, частных коллекциях России и за рубежом.
«На Волге»

## Награды
- Народный художник Российской Федерации (2011)
- Заслуженный художник РСФСР (1982)
- Лауреат премии Администрации города Костромы в области культуры и искусства имени академика Дмитрия Лихачева (2016)
- Серебряная медаль Академии художеств России «За вклад в развитие отечественного искусства» (1998)